# Nhóm cơ bản
Trong toán học, nhóm cơ bản là một trong những khái niệm cơ bản của tô pô đại số. Mỗi một điểm trong không gian tô pô, có một nhóm cơ bản liên kết với nó, mang các thông tin về cấu trúc 1 chiều của phần không gian quanh điểm đó. Nhóm cơ bản là nhóm đồng luân thứ nhất.

## Trực giác và định nghĩa
Trước khi đưa ra định nghĩa chính xác về nhóm cơ bản, chúng ta sẽ mô tả ý tưởng theo ngôn ngữ thông thường. Lấy một không gian và một điểm trong đó. Xét tất cả các vòng tại điểm này, tức là các đường đi xuất phát và kết thúc ở điểm này. Hai vòng có thể được hợp nhất với nhau bằng cách: đi dọc theo vòng thứ nhất, sau đó dọc theo vòng thứ hai. Tập các vòng với cách hợp nhất này là một nhóm cơ bản, với quy ước hai vòng là như nhau nếu có thể biến đổi mà không phá vỡ vòng này thành vòng kia.
Định nghĩa chính xác, cho X là một không gian tô pô, và cho x0 là một điểm của X. Ta xét tập các hàm liên tục f: [0,1] → X thỏa mãn f(0) = x0 = f(1). Những hàm này được gọi là các vòng với điểm cơ sở x0. Với hai vòng bất kì, ta nói f và g, là tương đương nếu có một hàm liên tục h: [0,1] × [0,1] → X thỏa mãn với mọi t thuộc [0,1], h(t,0) = f(t), h(t,1) = g(t) và h(0,t) = x0 = h(1,t). h được gọi là đồng luân từ f vào g, f được gọi là đồng luân với g. Quan hệ đồng luân là một quan hệ tương đương, và lớp tương đương tương ứng được gọi là lớp đồng luân.
Tích của f ∗ g của hai vòng f và g xác định bằng cách đặt (f ∗ g)(t) = f(2t) nếu t trong đoạn [0,1/2] và (f ∗ g)(t) = g(2t − 1) nếu t trong đoạn [1/2,1]. Tức là trên f ∗ g đầu tiên đi theo vòng f với tốc độ gấp hai sau đó theo g với tốc độ gấp hai. Tích của hai lớp đồng luân của các vòng [f] and [g] được định nghĩa là [f ∗ g], và có thể chỉ ra rằng tích này không phụ thuộc việc chọn các đại diện.
Với tích trên, tập các lớp đồng luân của các vòng với điểm cơ sở x0 tạo thành nhóm cơ bản của X tại điểm x0 và ký hiệu là
{\displaystyle \pi _{1}(X,x_{0}),}
hoặc đơn giản π(X,x0).  Phần tử đơn vị là ánh xạ hằng tại điểm cơ sở, nghịch đảo của vòng f là vòng g xác định bởi g(t) = f(1 − t).  Tức là, g giống như f nhưng ngược hướng.
Mặc dù nói chung nhóm cơ bản phụ thuộc việc chọn điểm cơ sở, tuy nhiên chính xác đến một đẳng cấu, việc chọn này cho cùng kết quả nếu không gian X là liên thông đường. Vì vậy với các không gian liên thông đường ta có thể viết π1(X) thay cho π1(X,x0) mà không gây nhầm lẫn nếu ta chỉ quan tâm đến các lớp đẳng cấu.

## Ví dụ

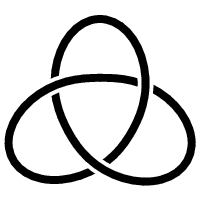
Nút ba lá.

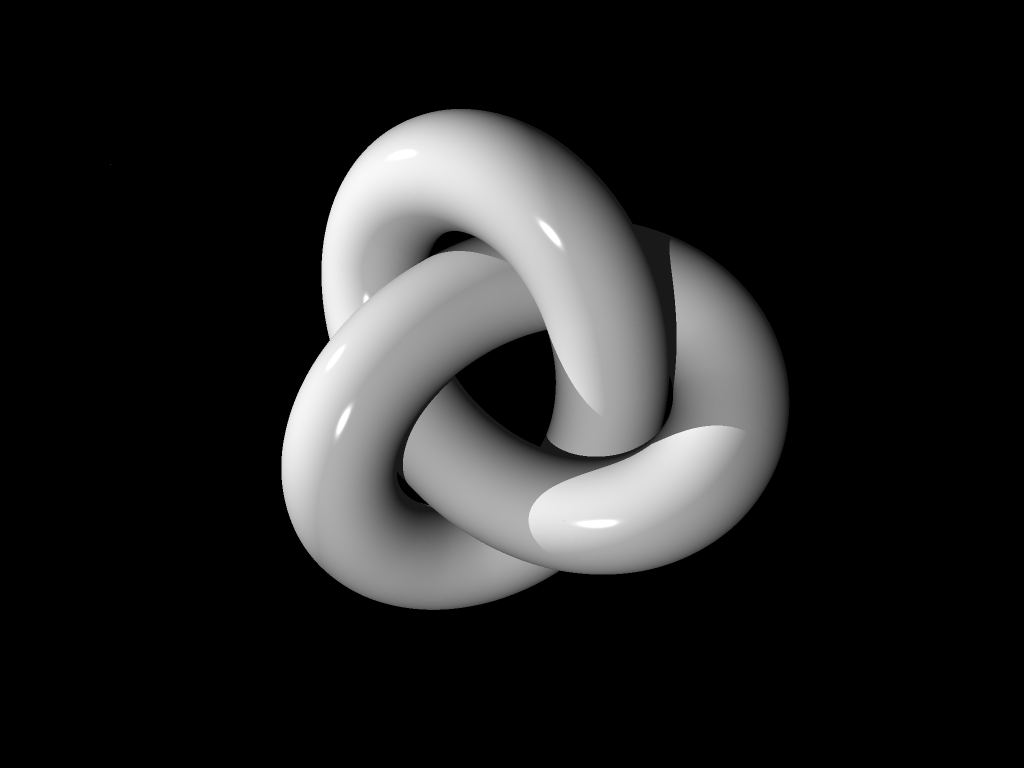
Nút ba lá.

Trong nhiều không gian như Rn, hoặc bất kì tập lồi trong Rn, chỉ có một lớp đồng luân của các vòng, vì vậy nhóm cơ bản là tầm thường, nghĩa là ({0},+). Một không gian liên thông đường có nhóm cơ bản tầm thường gọi là không gian đơn liên.
Một vi dụ thú vị là đường tròn. Mỗi lớp đồng luân gồm tất cả những vòng quấn quanh đường tròn một số lần nhất định (có thể dương hoặc âm, phụ thuộc vào hướng) Tích của một vòng quấn quanh m và vòng khác quấn quanh n lần là một vòng quấn quanh m + n lần. Do vậy nhóm cơ bản của vòng tròn đẳng cấu với {\displaystyle (\mathbb {Z} ,+)}, nhóm cộng các số nguyên.  Từ điều này có thể chứng minh định lý điểm bất động Brouwer và định lý Borsuk–Ulam trong trường hợp chiều 2.
Vì nhóm cơ bản là một bất biến đồng luân nên lý thuyết về winding number cho mặt phẳng phức trừ đi một điểm giống như đối với đường tròn.
Không như các nhóm đồng điều và các nhóm đồng luân cấp cao hơn liên kết với một không gian tô pô, nhóm cơ bản không nhất thiết là Abel. Ví dụ nhóm cơ bản của một đồ thị G là một nhóm tự do.  Ở đây hạng của nhóm tự do bằng 1 − χ(G): 1 trừ đi đặc trưng Euler của G.  Một ví dụ phức tạp hơn về không gian có nhóm cơ bản không Abel là phần bù của một nút ba lá (tiếng Anh: trefoil knot) trong R3.

## Tính hàm tử
Nếu {\displaystyle f\colon X\to Y} là một ánh xạ liên tục, {\displaystyle x_{0}\in X} và {\displaystyle y_{0}\in Y} với {\displaystyle f(x_{0})=y_{0},} thì mọi vòng trong X với điểm cơ sở {\displaystyle x_{0}} có thể được hợp với f để tạo thành một vòng trong Y với điểm cơ sở {\displaystyle y_{0}.} Phép toán này tương thích với quan hệ tương đương đồng luân và phép lấy tích của hai vòng. Ta thu được một đồng cấu nhóm:
{\displaystyle f_{*}\colon \pi _{1}(X,x_{0})\to \pi _{1}(Y,y_{0}).}
Do đó ta có một hàm tử
{\displaystyle {\begin{aligned}\pi _{1}\colon \mathbf {Top} _{*}&\to \mathbf {Grp} \\(X,x_{0})&\mapsto \pi _{1}(X,x_{0})\end{aligned}}}
từ phạm trù các không gian tô pô vào phạm trù các nhóm. Hàm tử này không phân biệt được các ánh xạ tương đương đồng luân: nếu f, g: X → Y là các hàm liên tục với f(x0) = g(x0) = y0, và f  tương đương đồng luân với g tại điểm cơ sở {x0}, thì f∗ = g∗.

## Quan hệ với nhóm đồng điều thứ nhất
Nhóm cơ bản của không gian tô pô X có quan hệ với nhóm đồng điều kì dị thứ nhất của nó vì một vòng cũng là 1-chu trình kì dị. Ánh xạ lớp đồng luân của mỗi vòng tại một điểm cơ sở x0 vào lớp đồng điều của vòng đó cho ta đồng cấu từ nhóm cơ bản π(X,x0) vào nhóm đồng điều H1(X). Nếu X là liên thông đường, đồng cấu này là toàn cấu và nhân của nó là nhóm giao hoán tử của π(X,x0), và vì vậy H1(X) đẳng cấu với Abel hóa của π(X,x0). Đây là trường hợp đặc biệt của định lý Hurewicz trong tô pô đại số.